# Ipolytölgyes
Ipolytölgyes é um município da Hungria, situado no condado de Peste. Tem 13,66 km² de área e sua população em 2015 foi estimada em 416 habitantes.